# Look Around
«Look Around» es el tercer sencillo del décimo álbum de estudio, I'm with You, de la banda Red Hot Chili Peppers lanzado en 2011. El video musical salió a la luz el 25 de enero de 2012 a través de algunos sitios de Internet como YouTube y RedHotChiliPeppers.com. El sencillo en CD fue lanzado el 5 de marzo de ese mismo año.

## Videoclip
El 5 de diciembre de 2011, Flea confirmó las noticias sobre el video y que el trabajo de la banda en el video se completó. Publicó en su página de Twitter: "Hemos hecho un video para "Look Around" el otro día y estamos muy entusiasmados con él, fue el más divertido de rodar".
El 17 de enero de 2012, la banda lanzó un video entre bastidores para "Look Around" exclusivamente para aquellos que descargan desde la aplicación de teléfono inteligente.
El video muestra a cada miembro de la banda en cuatro salas diferentes para reflejar su propia personalidad. Casi todos los objetos y obras de arte en el video son de la colección personal de cada miembro de la banda. En la habitación de Anthony, la modelo Charlotte, su perro y su hijo Everly se ofrecen. Flea se ve en su habitación bailando en ropa interior con su novia actual, Sandha Khin, también en su ropa interior. La sala de Chad es un baño donde su asiento es un inodoro y también hay un saco de boxeo. El cuarto de Josh es muy oscuro y vacío con sólo una mesa y una lámpara.
El video fue dirigido por Robert Hales, con Alejandro Lalinde como director de fotografía.